# Artois

Bandiera dell'Artois

L'Artois (/aʁˈtwa/) era una delle antiche province francesi, corrispondendo alla gran parte dell'attuale dipartimento del Passo di Calais, con un'area di circa 4000 km² e una popolazione di circa un milione di persone.
Le città principali erano Arras (capoluogo), Saint-Omer, Lens e Béthune.

## Storia

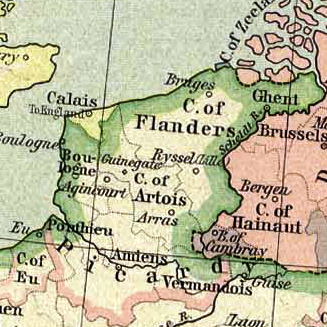
Fiandre e Artois nel 1477

I confini dell'Artois hanno nel corso dei secoli subito variazioni in funzione degli eventi storici e delle successive annessioni o separazioni delle contee vicine. L'Artois corrisponde all'incirca all'antico territorio della tribù celtica degli Atrebati (da cui prende nome), la cui capitale Nemetocenna è l'odierna Arras. Compreso nella provincia romana II Belgica, il Paese fu conquistato nel V secolo dai Franchi, e donato nell'863 da Carlo il Calvo a sua figlia Judith che andava in sposa a Baldovino I di Fiandra.
Dopo aver fatto parte per molto tempo dei possedimenti dei conti di Fiandra, sotto la sovranità francese, l'Artois tornò possedimento diretto della Corona con Filippo Augusto nel 1180, per poi essere donato nel 1237 da Luigi IX, come contea a Roberto I d'Artois.
Dopo essere appartenuto ai duchi di Borgogna, l'Artois passò in eredità agli Asburgo di Spagna, per poi tornare definitivamente alla Francia dopo la guerra dei trent'anni, nel 1659, con la pace dei Pirenei.
L'Artois conobbe un rapido sviluppo industriale durante la seconda metà del XIX secolo, sostenuto dai ricchi giacimenti di carbone. Durante la prima guerra mondiale la linea del fronte attraversava la provincia, causando enormi danni. Dalla seconda metà del XX secolo l'Artois subì, come altre zone ad analoga vocazione, la crisi dell'industria carbonifera.

## Personaggi illustri
- Maximilien de Robespierre (1758-1794), vero leader della rivoluzione francese, nato ad Arras.
- Robert François Damiens (1715-1757), fallito regicida, nato a La Thieuloye.
- Pierre-Charles Le Sueur, (1657-1705), nato in Artois, esploratore e mercante.[1]
- Abbé Prévost, (1697-1763), nato a Hesdin, in Artois, scrittore; tra le sue opere più famose si trova Manon Lescaut.
- Batavus Godofredus (1490-1560), miniatore.